# Sant Esteve d'Èguet
Sant Esteve d'Èguet és l'església parroquial del poble i comuna cerdana d'Èguet, a la Catalunya del Nord.
Està situada a la zona meridional-oriental del principal nucli de població d'Èguet, a prop al sud de la Torre d'Èguet, entre el carrer del Pujolet i la Plaça de l'Església. És un edifici d'una sola nau coberta amb volta apuntada. Destaca dins de l'església el retaule barroc dedicat al patró de l'església i del poble.